# Куклінув (Великопольське воєводство)
Куклінув (пол. Kuklinów) — село в Польщі, у гміні Кобилін Кротошинського повіту Великопольського воєводства.
Населення — 483 особи (2011).
У 1975-1998 роках село належало до Лешненського воєводства.

## Демографія
Демографічна структура станом на 31 березня 2011 року:
|          | Загалом | Допрацездатний вік | Працездатний вік | Постпрацездатний вік |
| -------- | ------- | ------------------ | ---------------- | -------------------- |
| Чоловіки | 248     | 52                 | 170              | 26                   |
| Жінки    | 235     | 43                 | 148              | 44                   |
| Разом    | 483     | 95                 | 318              | 70                   |